# Театр имени Йозефа Бойса
Театр имени Йозефа Бойса — московский театр, открывшийся в 2008 году и просуществовавший до 2014 года.

## История
«Театр имени Йозефа Бойса»  был придуман режиссёром Георгом Жено вместе с командами двух спектаклей, поставленных им в Театре.doc — «Демократия.doc» и «Заполярная правда» (2006). Театр открылся 1 апреля 2008 года интерактивным проектом «Общество анонимных художников» (ведущие: поэтесса Вера Полозкова и Михаил Калужский, позже — Арман Бекенов). Последним спектаклем театра стала драма «Лир репетирует смерть», поставленная в 2013 году.

## Цитаты
- «Я считаю, что театром люди не должны заниматься долго. Театром имени Йозефа Бойса я буду заниматься ещё максимум пять лет — мы и так уже существуем три года. Свежо всё только в момент создания. В Германии в этом смысле всё очень правильно устроено — редкое исключение, когда художественный руководитель остается в театре хотя бы на десять лет. Знаю, в России таков менталитет, насиженное место покинуть трудно. Но Театр Бойса — не источник моих доходов, поэтому я и не буду от него зависеть и смогу его бросить. Если найдётся команда, которая перехватит инициативу, — круто. Не найдётся — значит, никому это и не нужно»[3] — Георг Жено, 2011.

## Спектакли
- 2008 - «Общество анонимных художников», режиссёр Георг Жено, соавторы Вера Полозкова, Нина Беленицкая, Михаил Калужский, Арман Бекенов.
- 2008 - «Павлик — мой бог», режиссёр Евгений Григорьев, драматург Нина Беленицкая.
- 2011 - «Я, Анна и Хельга»[4], режиссёр Георг Жено, драматург Михаил Калужский.
- 2011 - международная театральная лаборатория "Разрушая границы"[5]
- 2012 - лаборатория «Драма памяти»[6]
- 2012 - проект «Призыв к альтернативе» (манифест Йозефа Бойса)[7]
- 2012 - «Узбек»[8] (совместно с Сахаровским центром и Театром.doc), автор Талгат Баталов.
- 2013 - проект «Слово о слове»[9]
- 2013  - «Лир репетирует смерть»[10], режиссёр Георг Жено, драматург Любовь Мульменко.